# إخلال (معان)
الإخلال  عند أهل المعاني هو أن يكون اللفظ ناقصا عن أصل المراد غير واف ببيانه، كقول الشاعر:
النوك الحمق والكد أي المكدود المتعوب فإن أصل مراده أن العيش الناعم في ظلال النوك خير من العيش الشاق في ظلال العقل ولفظه غير واف بذلك فيكون مخلا.